# Wild Weasel

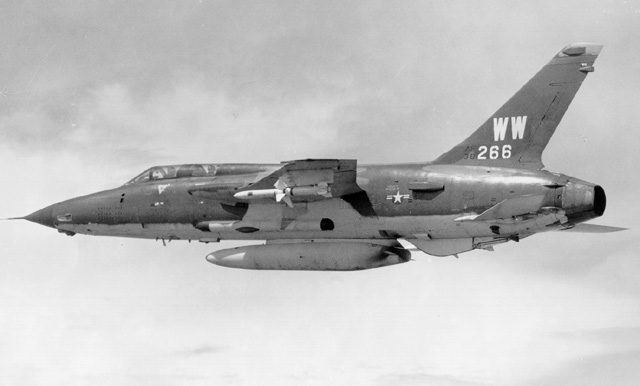
Um F-105 Wild Weasel.

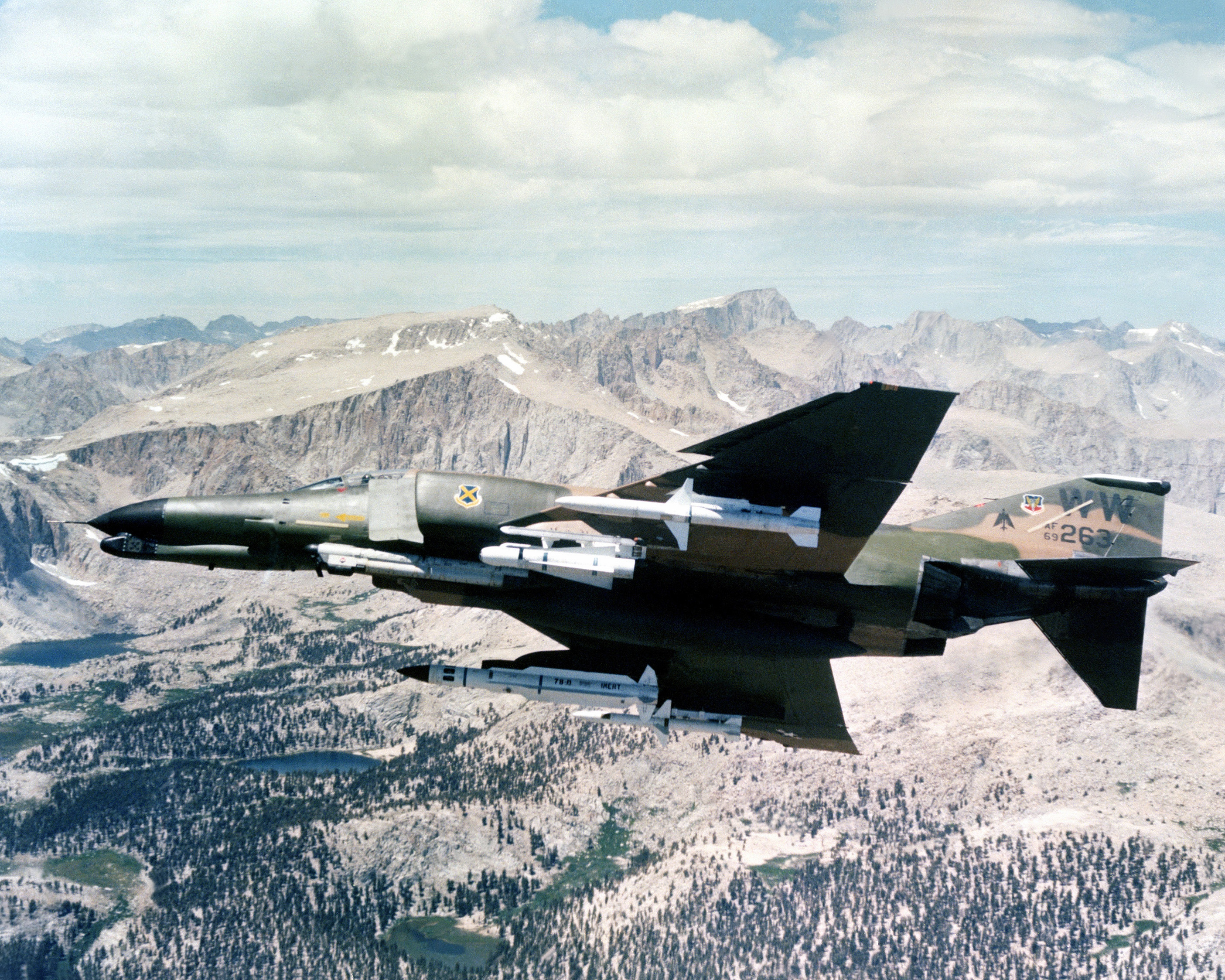
Um F-4 Phantom II, carregado com mísseis e bombas para supressão de defesas aéreas.

Wild Weasel ("Doninha selvagem") é um nome de código dado pelas Forças Armadas dos Estados Unidos, especificamente a Força Aérea dos Estados Unidos, a uma aeronave, de qualquer tipo, equipada com mísseis com radares e responsável por destruir os radares e as instalações SAM dos sistemas de defesa aérea do inimigo. Foi pela primeira vez usada durante a Guerra do Vietnã.